# Sébastien Kouma
Sébastien Kouma (1997. április 27. –) mali úszó.

## Élete
Huszonkét éves volt, amikor a 2019. évi Afrikai játékokon – melyet a marokkói Rabatban rendeztek – a Mali csapat tagjaként elindult 50 méter és 100 méter mellen. 100 méteren futamában a második helyen végzett, de 1:04,30-as időeredményével csak a 9. helyen végzett, mint első számú tartalék. Ugyanakkor 50  méteren sikerült „beúsznia” magát a döntőbe, ahol a 7. helyet sikerült megszereznie.
A 2017-es budapesti úszó-világbajnokságon 50 és 100 méter mellen állt rajthoz, ahol az előbbiben az 53. lett, míg utóbbiban az 54. helyen zárt. Ugyanezekben a számokban indult a 2019-es vizes vb-n is, a dél-koreai Kvangdzsúban. Itt most az 54. helyet az 50 méteres versenyszámban szerezte meg, míg 100 méteren az 59. helyen végzett.
A kanadai Windsorban rendezett 2016-os rövid pályás úszó-világbajnokságon az 54. lett 100 méter háton, míg 50 méter háton – holtversenyben a gibraltári Jordan Gonzalezzel – az 55. helyen zárt; de rajthoz állt még 50 méter és 100 méter pillangón (78., illetve 73. helyezés), valamint 50 és 100 méter gyorson is (93., illetve 99. helyezés). Két évvel később ott volt Hangcsoúban is, de itt már csak két versenyszámban mérettette meg magát, 50 méter és 100 méter mellen.